# Muslimsk Ungdom i Danmark
 Der er for få eller ingen kildehenvisninger i denne artikel, hvilket er et problem. Du kan hjælpe ved at angive troværdige kilder til de påstande, som fremføres i artiklen.

Muslimsk Ungdom i Danmark (Munida) er en muslimsk ungdomsforening for unge under Det Islamiske Trossamfund. 
Medlemmerne er ifølge foreningen unge muslimer, som ønsker, at forene den muslimske identitet med det daglige liv i Danmark. Foreningen erklærer, at dens formål er at vejlede og motivere unge muslimer i Danmark til at blive velfungerende borgere, som aktivt deltager i det danske samfund og samtidig har en sand islamisk forståelse.
Munida vil opfylde denne målsætning ved, at skabe et stærkt sammenhold medlemmerne imellem. Det skal ske ved ugentlige møder i forbindelse med sociale aktiviteter som sport og andre fritidsaktiviteter. Derudover tilbyder Munida forskellige undervisningsforløb i islam og muslimske samfundsforhold tilrettelagt efter medlemmernes behov og ønsker. Foreningen arbejder ud fra mottoet viden, handling og broderskab. Munida er selvfinansieret og har sit økonomiske fundament fra frivillige donationer og medlemskontingenter.
Munida var i 2019 i modvind, da foreningen holdt et arrangement i Korsgadehallen, hvor tilhørerne sad opdelt efter køn. I den forbindelse blev det kendt, at foreningen ikke har underskrevet Københavns Kommunes demokraticharter.